# Bulgarije op de Olympische Winterspelen 1998
Tijdens de Olympische Winterspelen van 1998, die in Nagano (Japan) werden gehouden, nam Bulgarije voor de vijftiende keer deel.

## Medailleoverzicht
| Sport   | Olympiër            | Discipline | Medaille |
| ------- | ------------------- | ---------- | -------- |
| Biatlon | Jekaterina Dafovska | 15 km (v)  | Goud     |

## Deelnemers en resultaten
(m) = mannen, (v) = vrouwen 

### Alpineskiën
| Olympiër          | Discipline       | Resultaat | Prestatie                                         |
| ----------------- | ---------------- | --------- | ------------------------------------------------- |
| Petar Ditsjev     | slalom (m)       | dnf-2     | opgave run 2 59,62+dnf                            |
| Petar Ditsjev     | combinatie (m)   | dq-s2     | diskwalificatie slalom run 2 slalom: — (51,16+dq) |
| Stefan Georgiev   | reuzenslalom (m) | 32e       | 2.50,89 (+12,38) 1.27,76+1.23,13                  |
| Stefan Georgiev   | slalom (m)       | 22e       | 1.56,12 (+6,81) 57,95+58,17                       |
| Ljoebomir Popov   | reuzenslalom (m) | dnf-1     | opgave run 1                                      |
| Ljoebomir Popov   | slalom (m)       | dnf-1     | opgave run 1                                      |
| Angel Poempalov   | slalom (m)       | dnf-1     | opgave run 1                                      |
|                   |                  |           |                                                   |
| Nadezjda Vasileva | slalom (v)       | 26e       | 1.45,44 (+13,04) 52,68+52,76                      |

### Biatlon
| Olympiër                                                                     | Discipline             | Resultaat | Prestatie |
| ---------------------------------------------------------------------------- | ---------------------- | --------- | --- |
| Georgi Kasabov                                                               | 10 km (m)              | 57e       | 31.09,5 (+3.53,3) pen.: 0 (0 + 0) |
| Georgi Kasabov                                                               | 20 km (m)              | 67e       | 1:06.59,5 (+10.43,1) pen.: 5 (0 + 2 + 1 + 2) |
|                                                                              |                        |           | |
| Jekaterina Dafovska                                                          | 7,5 km (v)             | 29e       | 25.06,7 (+1.58,7) pen.: 2 (0 + 2) |
| Jekaterina Dafovska                                                          | 15 km (v)              | Goud      | 54.52,0 pen.: 1 (0 + 0 + 1 + 0) |
| Pavlina Filipova                                                             | 7,5 km (v)             | 41e       | 25.34,8 (+2.26,8) pen.: 3 (1 + 2) |
| Pavlina Filipova                                                             | 15 km (v)              | 4e        | 55.18,1 (+26,1) pen.: 1 (0 + 0 + 0 + 1) |
| Team Radka Popova Jekaterina Dafovska Pavlina Filipova Valentina Pejtsjinova | 4x7,5 km estafette (v) | 16e       | 1:48.55,2 (+8.41,6) pen.: 3-9 28.06,0 pen.: 0-1 (0-0 + 0-1) 24.56,4 pen.: 0-0 (0-0 + 0-0) 27.52,7 pen.: 3-5 (3-3 + 0-2) 28.00,1 pen.: 0-3 (0-0 + 0-3) |

### Kunstrijden
| Olympiër                       | Discipline | Resultaat | Prestatie                                                 |
| ------------------------------ | ---------- | --------- | --------------------------------------------------------- |
| Ivan Dinev                     | mannen     | 11e       | 17,5 p. (korte kür: 7 - lange kür: 14)                    |
| Sofia Penkova                  | vrouwen    | 28e       | dnq (korte kür: 28)                                       |
| Albena Denkova Maksim Staviski | ijsdansen  | 18e       | 36,0 p. (verpl.1: 18 - verpl.2: 18 - org.: 18 - vrij: 18) |

### Langlaufen
| Olympiër           | Discipline                    | Resultaat | Prestatie                              |
| ------------------ | ----------------------------- | --------- | -------------------------------------- |
| Slavtsjo Batinkov  | 10 km klassiek (m)            | 84e       | 33.23,2 (+5.58,7)                      |
| Slavtsjo Batinkov  | 30 km klassiek (m)            | 60e       | 1:50.35,0 (+16.39,2)                   |
| Slavtsjo Batinkov  | achtervolging 10 km+15 km (m) | 61e       | +10.03,8 (10 km:33.23 + 15 km:43.42,5) |
| Irina Nikoeltsjina | 5 km klassiek (v)             | 70e       | 20.52,6 (+3.14,7)                      |
| Irina Nikoeltsjina | 15 km klassiek (v)            | 63e       | 57.07,2 (+10.11,8)                     |
| Irina Nikoeltsjina | 30 km vrije stijl (v)         | 28e       | 1:31.04,7 (+9.03,2)                    |
| Irina Nikoeltsjina | achtervolging 5 km+10 km (v)  | 53e       | +5.43,6 (5 km:20.52 + 10 km:30.58,5)   |

### Shorttrack
| Olympiër         | Discipline | Resultaat | Prestatie                                     |
| ---------------- | ---------- | --------- | --------------------------------------------- |
| Evgenja Radanova | 500 m (v)  | 14e       | dnq, kf 3: diskwalificatie, vr 6 (1e): 45,977 |
| Evgenja Radanova | 1000 m (v) | 11e       | dnq, kf 2 (3e): 1.38,510, vr 7 (2e): 1.39,279 |
| Daniela Vlajeva  | 500 m (v)  | 18e       | dnq, vr 8 (3e): 46,681                        |
| Daniela Vlajeva  | 1000 m (v) | 19e       | dnq, vr 2 (3e): 1.37,124                      |

### Snowboarden
| Olympiër     | Discipline       | Resultaat | Prestatie                        |
| ------------ | ---------------- | --------- | -------------------------------- |
| Maria Dimova | reuzenslalom (v) | 20e       | 2.42,84 (+25,50) 1.23,31+1.19,53 |

Amerikaanse Maagdeneilanden · Andorra · Argentinië · Armenië · Australië · Azerbeidzjan · België · Bermuda · Bosnië en Herzegovina · Brazilië · Bulgarije · Canada · Chili · China · Chinees Taipei · Cyprus · Denemarken · Duitsland · Estland · Finland · Frankrijk · Georgië · Griekenland · Groot-Brittannië · Hongarije · Ierland · IJsland · India · Iran · Israël · Italië · Jamaica · Japan · Joegoslavië · Kazachstan · Kenia · Kirgizië · Kroatië · Letland · Liechtenstein · Litouwen · Luxemburg · Macedonië · Moldavië · Monaco · Mongolië · Nederland · Nieuw-Zeeland · Noord-Korea · Noorwegen · Oekraïne · Oezbekistan · Oostenrijk · Polen · Portugal · Puerto Rico · Roemenië · Rusland · Slovenië · Slowakije · Spanje · Trinidad en Tobago · Tsjechië · Turkije · Uruguay · Venezuela · Verenigde Staten · Wit-Rusland · Zuid-Afrika · Zuid-Korea · Zweden · Zwitserland